# Hieracium naegelianum
Hieracium naegelianum là một loài thực vật có hoa trong họ Cúc. Loài này được Pančić mô tả khoa học đầu tiên năm 1875.